# Phoebe Halliwell
Phoebe Halliwell är en rollfigur i TV-serien Förhäxad (Charmed) som spelas av Alyssa Milano. I de tre första säsongerna är Phoebe den yngsta av de tre systrarna Halliwell. Efter Prues död möter Phoebe och Piper sin yngre halvsyster Paige, och därmed blir systrarna på nytt en trio och "Kraften av tre" kan återställas.

## Biografi
När Phoebe var yngre var hon vild och arbetslös. Hon provade ett tag att arbeta på auktionshuset Bucklands, där hennes äldsta syster Prue arbetade, men det fungerade inte. Phoebe fick en vision från ett föremål som skulle säljas, vilket ställde till med problem för Prue. Efter det blev hon husmäklare, men slutade snart eftersom hon inte ville ljuga om sin chefs otrohetsaffär. Senare började hon skriva för tidningen  The Bay Mirror och blev populär och välkänd som kolumnist. Detta arbete fortsätter hon sedan med genom större delen av serien serien, även om hon senare i serien tar en paus från kolumnskrivandet. I sista säsongen utvecklas hon som författare och hon skriver en bok om att hitta kärleken i livet, eftersom hon ville hjälpa andra att hitta sitt livs sanna kärlek efter sina egna erfarenheter av kärleken.

## Krafter
I början av serien fick Phoebe den magiska förmågan att se visioner av framtiden. Senare utvecklas denna kraft och Phoebe kunde då även se bakåt i tiden. I brist på en fysisk kraft lär sig Phoebe kampsport för att ändå kunna vara delaktig i kampen mot ondskan. Längre fram i serien får Phoebe dock en fysisk kraft, förmågan till levitation, det vill säga hon kan sväva. I säsong sex får Phoebe också förmågan empati som innebär att hon kan känna av andra personers känslor. Då Piper och Paige tröttnade på att inte få ha sina känslor ifred började de dricka en brygd som gjorde att Phoebe inte kunde känna av deras känslor. Brygden kom från Chris som inte ville att Phoebe skulle få reda på hans hemligheter. Senare tog De Äldre bort Phoebes unika krafter på grund av att hon hade använt dem för mycket för egen vinning. Hon fick bara behålla den grundläggande magin som en häxa har och var tvungen att klara sig utan unika krafter, ända tills hon en tid senare fick tillbaka sina visioner. Hon fick dock inte tillbaka sina andra unika krafter.

## Kärlek
Phoebe har varit gift med halvdemonen Belthazor, Cole Turner. Deras förhållande var komplicerat redan från början och de upplevde flera motgångar. Men när Cole blev The Source (Källan), det vill säga källan till allt ont, kom förhållandet till ett absurt slut. Efter att Cole gjort Phoebe till sin drottning genom en speciell brygd var systrarna tvungna att utplåna honom. Efter Cole var Phoebe bland annat tillsammans med Jason Dean, Leslie och den före detta demonen Drake. I slutet på säsong 8, den sista säsongen av serien, gifter hon sig med kärleksguden Coop. Med honom får hon tre döttrar.